# Valerian Kuibyshev
Valerian Vladimirovitch Kuibyshev (russo:  Валериан Владимирович Куйбышев); Omsk, 6 de junho de 1888 – Moscou, 25 de janeiro de 1935) foi um revolucionário russo, um comandante militar do exército vermelho, e, posteriormente, um proeminente político soviético.

## Biografia

### Primeiros anos
Nascido em Omsk, na Sibéria, em 6 de junho de 1888, Kuybyshev estudou na Escola de Cadetes Militares da Sibéria, um Corpo de Cadetes em Omsk. Ele ingressou na facção bolchevique do Partido Operário Social-Democrata Russo em 1904. No ano seguinte, ele entrou na Academia Médico-Militar Imperial em São Petersburgo, mas foi expulso em 1906 por atividades políticas controversas.

### Carreira revolucionária
Entre 1906 e 1914, Kuybyshev realizou atividades subversivas para os bolcheviques em todo o Império Russo, pelo que foi exilado para Narym, na Sibéria. Lá, junto com Yakov Sverdlov, ele estabeleceu uma organização bolchevique local. Em maio de 1912, ele fugiu e voltou para Omsk, onde foi preso no mês seguinte e encarcerado por um ano. Foi transferido para Tambov para viver independentemente sob vigilância policial, mas logo fugiu novamente. Entre 1913 e 1914, incentivou a agitação civil nas cidades de São Petersburgo, Kharkov e Vologda. Ele se mudou para Samara em 1917 e tornou-se presidente do soviete local, posição que ocupava na época da Revolução de Outubro de 1917 e durante o ano seguinte. Durante a Guerra Civil Russa de 1917-1923, ele presidiu o comitê revolucionário da província de Samara e tornou-se comissário político no Primeiro e Quarto Exércitos Vermelhos.

### Carreira política
Em 1920, Kuybyshev foi eleito membro do Presidium da Internacional Vermelha dos Sindicatos, encarregado de implementar o Plano GOELRO. De 6 de julho de 1923 a 5 de agosto de 1926, ele serviu como o primeiro inspetor econômico da URSS (Comissário do Povo do Rabkrin). De 1926 a 1930, presidiu o Conselho Supremo da Economia Nacional e, de 1930 a 1934, dirigiu o Gosplan. Ele serviu como membro pleno do Politburo de 1934 até sua morte. Como principal conselheiro econômico de Joseph Stalin, tornou-se um dos membros mais influentes do Partido Comunista. Foi condecorado com a Ordem da Bandeira Vermelha. Kuybyshev foi um dos iniciadores da primeira edição da Grande Enciclopédia Soviética e atuou como membro de seu conselho editorial.
Kuybyshev morreu em Moscou em 25 de janeiro de 1935 de insuficiência cardíaca aos 46 anos.
De acordo com a tradição bolchevique, ele foi cremado, e a urna com suas cinzas foi enterrada na Necrópole da Muralha do Kremlin.

### Vida pessoal
Kuybyshev casou-se várias vezes, mas nunca teve filhos. Ele era um músico talentoso e poeta. Sua terceira esposa, Galina Aleksandrovna Troyanovskaya, era sobrinha de Yevgenia Bosch.

## Comemoração
A cidade de Samara (a cidade administrativa do Oblast de Samara, Rússia), a cidade de Bolgar (na República do Tartaristão, Rússia) e a vila de Haghartsin, Armênia foram todas renomeadas para Kuybyshev durante o período entre 1935 e 1991. As cidades de Kuybyshev no Oblast de Novosibirsk, Rússia, e Kuybyshev, Armênia, ainda mantêm seu nome. Há uma estátua dele na Praça Kuybyshev em Samara e em Dushanbe, Tajiquistão.